# Tito El Bambino

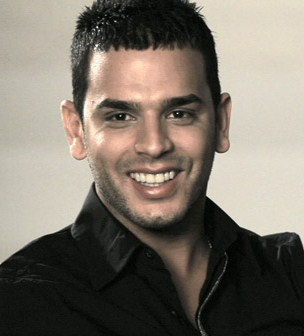
Tito "El Bambino" (Januar 2011)

Efraín David Fines Nevares (* 5. Oktober 1981 in Carolina), bekannt als Tito "El Bambino", ist ein puerto-ricanischer Reggaeton-Künstler. Er wurde als Teil des Duos Héctor y Tito bekannt. Seit seinem 2009 erschienenen gleichnamigen Album ist er auch unter dem Namen El Patrón bekannt.

## Karriere

### 1996–2004: Héctor y Tito
Tito und sein Partner Hector veröffentlichten seit den neunziger Jahren Lieder in ihrer Heimat Puerto Rico. Nach ihrem letzten Album, Season Finale, trennte sich das Duo.

### 2004–2011: Solokarriere
2 Jahre nach der Trennung veröffentlichte Tito sein erstes Soloalbum, Top of the line, und erreichte die Spitze der puerto-ricanischen Charts.
Sein zweites Album wurde am 2. Oktober 2007 veröffentlicht.
2009 folgte El Patrón, 2011 Invencible, 2012 Invicto.

## Diskografie
Hector y Tito
- Violencia Musical (1998)
- Nuevo Milenio (2000)
- Lo De Antes (2001)
- A La Reconquista (2002)
- La Historia Live (2003)
- Season Finale (2005)

Soloalben
- Top of the Line (2006, US: Platin)[1]
- Top of the Line: El Internacional (2007)
- It’s My Time (2007)
- El Patrón (2009, US: ×2Doppelplatin )
- Invencible (2011, US: Gold)
- Invicto (2012, US: Gold)

Singles
- A Que No Te Atreves (2005, ES: Gold)
- Mi cama huele a ti (2009, ES: Gold)
- Ay Mami (2016, US: Gold)
- Por Que Les Mientes (2017, US: Platin)